# Mezei gabonamoly
A mezei gabonamoly (Sitotroga cerealella) a valódi lepkék (Glossata) alrendjébe tartozó sarlósajkú molyfélék (Gelechiidae) család 245, hazánkban is honos fajának egyike.

## Elterjedése, élőhelye
Az egész Földön elterjedt faj, így Magyarországon is gyakori. Magyar nevére rácáfolva szinte kizárólag raktári kártevő, amely komoly károkat okoz, és ezért hazánkban veszélyes kártevőnek számít.

## Megjelenése
Szárnyai fényes szalmasárgák, fesztávolságuk 13–20 mm.

## Életmódja
Hazánkban általában évi 1–3 nemzedéke van, de meleg raktárakban 5–12 is lehet.
A hernyók elsősorban a raktározott gabonát károsítják, de nem vetik meg a raktározott rizst és kukoricát sem. A garmadában tárolt gabonát 15–20 cm mélységig károsítja; a felszínen nem sző pókhálószerű szövedéket. Kártétele különösen feltűnő a csöves kukoricán, ahol a szemeken látható apró lukak utalnak a kirajzott lepkékre. Gabonán és morzsolt kukoricán kártétele a gabonazsizsikéhez hasonlít, mert a hernyó a szemek belsejében fejlődik. Megkülönböztető szempont, hogy lepkék a magból kiálló bábhüvelyt hagynak maguk után, amit a gabonazsizsik nem tesz. Rizsen is hasonló a kártétele, de a mezei gabonamoly csak a hántolatlan (pelyvás) rizst károsítja, míg a rizszsizsik csak a hántolt rizsben él.
A kártétel a raktárak rendszeres nagytakarításával (legalább évenként) jelentősen csökkenthető. A lepkéket a feromoncsapdák jól kimutatják.

## Külső hivatkozások
- Mészáros Zoltán – Szabóky Csaba: A magyarországi molylepkék gyakorlati albuma. Budapest: Agroinform. 2005.  arch Hozzáférés: 2018. április 6. (PDF)